# Zjazd NSDAP

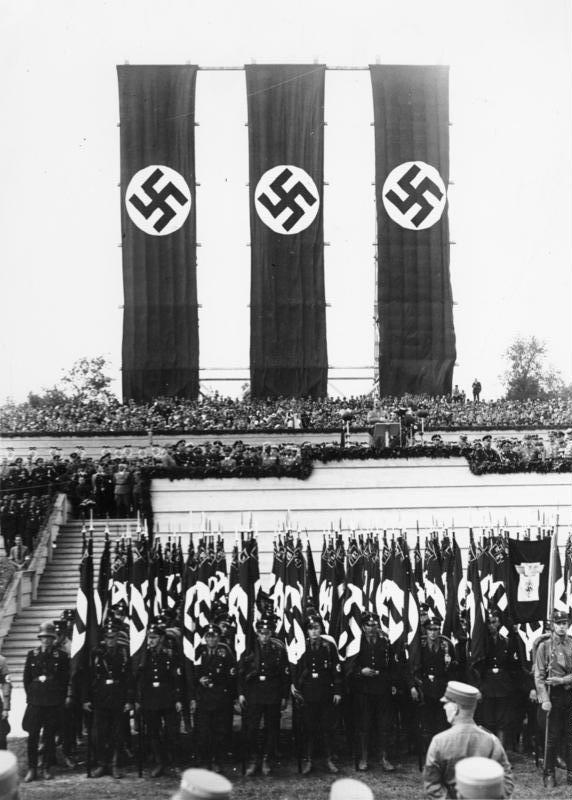
Adolf Hitler przemawiający podczas wiecu w 1933

Zjazdy NSDAP (niem. Reichsparteitagⓘ) – coroczne wiece nazistowskiej partii NSDAP, odbywające się w latach 1923–1939 w Norymberdze. Po dojściu Adolfa Hitlera do władzy w 1933 stały się wielkimi propagandowymi wydarzeniami.

## Historia
Pierwszy zjazd NSDAP odbył się w 1923 w Monachium, drugi w 1926 w Weimarze, a od 1927 zaczęto je urządzać w Norymberdze. Miasto to wybrano z kilku pragmatycznych powodów: przede wszystkim znajdowało się w centrum Niemiec, miało odpowiednie warunki do przygotowania tak wielkiego wydarzenia oraz dobrze zorganizowany miejscowy oddział partii, którym kierował gauleiter Julius Streicher. Sam Hitler mówił o Norymberdze, że to najbardziej niemieckie z niemieckich miast. Później wybór miejsca uzasadniano tym, że w czasach Świętego Cesarstwa Rzymskiego (I Rzesza) miasto zapisało się w tradycji jako ważna siedziba ówczesnych władców. Po 1933 zjazdy zaczęto organizować w okresie jesiennej równonocy pod hasłem Reichsparteitage des deutschen Volkes (Narodowy kongres partii Niemców), który miał symbolizować solidarność między ludźmi a nazistowską partią. Na ponad 11 km² planowano wznieść: stadion, wielkie podium dla przemawiających, pole do defilad i ogromną halę kongresową na 500 tys. osób w kształcie podkowy, którą nazywano „koloseum” (inspirowaną rzymskim Collosseum). Z planów zrealizowano jedynie niewielką część. Wszystko po to, by pomieścić rosnącą z roku na rok liczbę uczestników (w szczytowym momencie było to pół miliona) oraz propagandowo zademonstrować wielkość Niemiec. Początkowo w zjazdach brali udział głównie członkowie partii, później dołączały kolejne organizacje, takie jak: SA, SS czy Reichsarbeitsdienst.
Najważniejszym aspektem zjazdów w Norymberdze było wzmocnienie kultu Hitlera, przedstawianego jako zbawiciela Niemiec, wybranego przez opatrzność. Zgromadzone tłumy słuchały przemówień Führera, składały przysięgi lojalności i maszerowały przed nim. Konieczność nawet 5-godzinnego pozdrawiania maszerujących dwunastkami nazistów był dla Hitlera dużym wysiłkiem fizycznym, w osobistym gronie przyznawał się nawet do zawrotów głowy. Każdy zjazd był starannie wyreżyserowanym przedstawieniem, a niektóre z nich zaprojektował sam Albert Speer, główny architekt Hitlera.

## Lista zjazdów

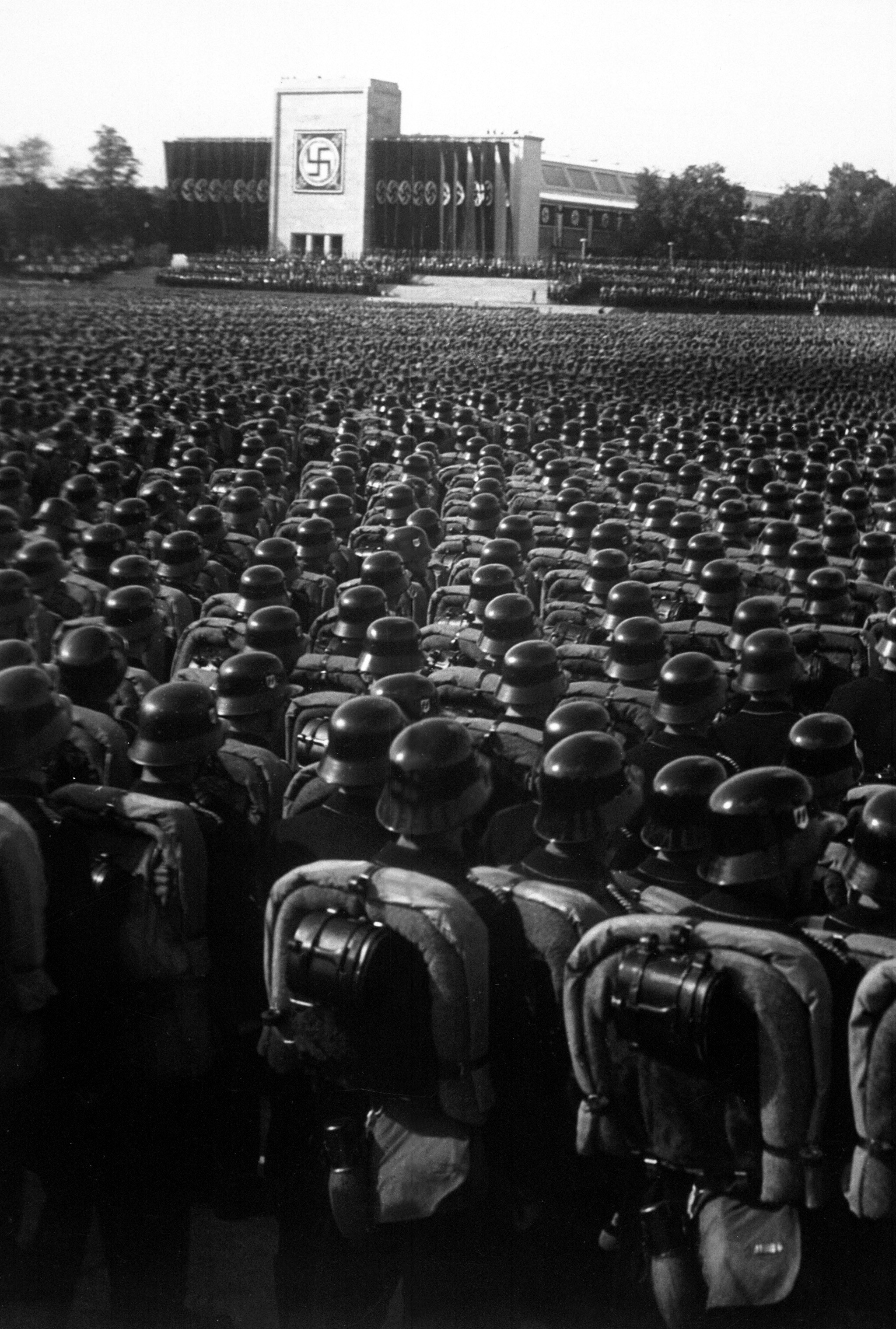
Zjazd NSDAP w 1935

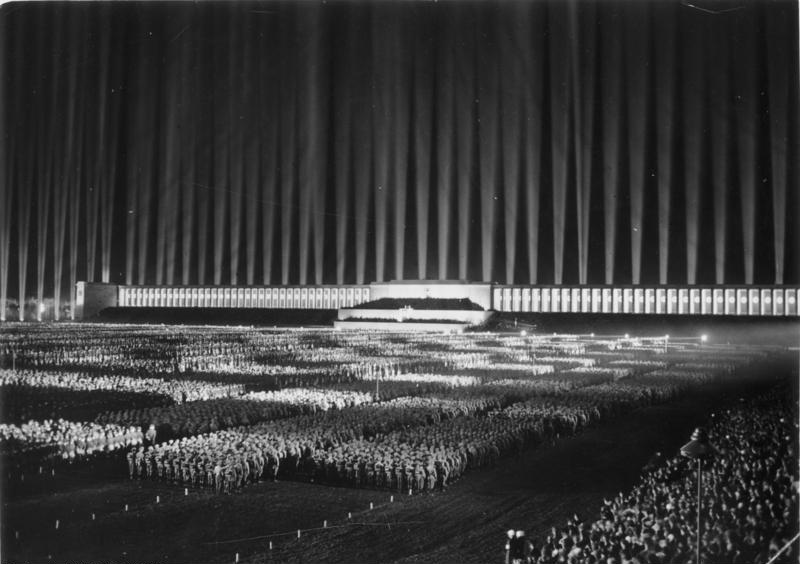
„Katedra światła” podczas zjazdu NSDAP w 1936

Prawie każdy zjazd miał hasło przewodnie związane z ostatnimi narodowymi wydarzeniami:
- 27–29 stycznia 1923 – pierwszy kongres partii odbył się w Monachium.
- 3–4 lipca 1926 – drugi kongres partii („Kongres Założycielski”), Weimar.
- 19–21 sierpnia 1927 – trzeci kongres partii („Dzień Przebudzenia”), Norymberga. Podczas tego zjazdu powstał pierwszy film propagandowy pt. Eine Symphonie des Kampfwillens(inne języki).
- 1–4 sierpnia 1929 – czwarty kongres partii, „Dzień Spokoju”, Norymberga. Nakręcono drugi propagandowy film Der Nürnberger Parteitag der NSDAP(inne języki).
- 30 sierpnia – 3 września 1933 – piąty kongres partii, „Zjazd Zwycięstwa” (Reichsparteitag des Sieges). Hasło zjazdu nawiązywało do przejęcia władzy przez Hitlera i zwycięstwa nad Republiką Weimarską. Leni Riefenstahl nagrała podczas tego wiecu Zwycięstwo wiary.
- 5–10 września 1934 – szósty kongres partii. Ten zjazd początkowo nie miał żadnego hasła, jednak później zaczęto nazywać go „Zjazdem Jedności i Siły” (Reichsparteitag der Einheit und Stärke), „Zjazdem Władzy” (Reichsparteitag der Macht) albo „Zjazdem Woli” (Reichsparteitag des Willens). Leni Riefenstahl nakręciła wtedy Triumf woli, najlepszy film dokumentujący nazistowskie zjazdy.
- 10–16 września 1935 – siódmy kongres partii; „Zjazd Wolności” (Reichsparteitag der Freiheit). Tytuł odnosił się do ponownie wprowadzonej przymusowej służby wojskowej, której zakazywał traktat wersalski. Hasło miało podkreślić „uwolnienie” się od niego. Leni Riefenstahl nakręciła swój trzeci film Tag der Freiheit: Unsere Wehrmacht, który tym razem skupił się na armii.
- 8–14 września 1936 – ósmy kongres partii; „Zjazd Honoru” (Reichsparteitag der Ehre). Wkroczenie wojsk do zdemilitaryzowanej Nadrenii, w oczach przywódców NSDAP przywróciło niemiecki honor. Do filmu Festliches Nürnberg, który powstał podczas tego zjazdu dołączono materiał filmowy nakręcony podczas wiecu w 1937.
- 6–13 września 1937 – dziewiąty kongres partii; „Zjazd Pracy” (Reichsparteitag der Arbeit). Hasło odnosiło się do redukcji bezrobocia. Ten zjazd był szczególnie godny uwagi, za sprawą zaprojektowanej przez Alberta Speera katedry światła. Były to 152 reflektory ustawione dookoła Zeppelinfeld, które rzucały pionowe słupy światła w niebo i symbolizować miały ściany budynku[4]. Na wiecu obecny był japoński książę Chichibu, brat cesarza Shōwa, który miał osobiście spotykać się z Hitlerem, by wzmocnić stosunki między Japonią a Niemcami. Materiał filmowy nakręcony podczas zjazdu dodano do filmu Nürnberg Festliches.
- 5–12 września 1938 – dziesiąty kongres partii. Z powodu aneksji Austrii do Rzeszy, kolejny zjazd nazwano „Zjazdem Rzeszy Wielkoniemieckiej” (Reichsparteitag Großdeutschland).
- 2–11 września 1939 – jedenasty kongres partii. Miał się odbyć pod hasłem „Zjazd Pokoju” (Reichsparteitag des Friedens), by zadeklarować niemiecką wolę pokoju do ludzi i innych krajów. Zjazd odwołano w krótkim oświadczeniu, na dzień przed zaplanowaną na 1 września niemiecką agresją na Polskę.

## Filmy propagandowe
Oficjalne filmy ze zjazdów zaczęto nagrywać w 1927 po ustanowieniu biura NSDAP ds. filmów. Jednak te najbardziej znane zostały nakręcone przez Leni Riefenstahl, między 1933 a 1935. Jej pierwszy film „Zwycięstwo wiary” został dobrze przyjęty i spodobał się nawet Hitlerowi, jednak po Nocy długich noży, podczas której stracony został szef SA Ernst Röhm rozkazano zniszczyć wszystkie jego kopie, by wymazać Röhma z niemieckiej historii. Podczas zjazdu w 1934 Führer zlecił Riefenstahl nakręcenie nowego filmu. Zrealizowany z rozmachem Triumf woli stał się wielkim sukcesem i jednym z najlepszych dokumentów na świecie. Jednakże kilku generałów Wehrmachtu zaprotestowało przeciwko niewielkiej roli wojska w filmie, więc w 1935 w czasie kolejnego wiecu, Riefenstahl zrobiła film wyłącznie o armii pt. Tag der Freiheit: Unsere Wehrmacht.
Nagrania ze zjazdów z 1936 i 1937 zostały zmontowane w jeden film, Nürnberg Festliches, który był krótszy niż pozostałe i trwał tylko 21 minut.
Filmy kręcone podczas zjazdów (zwłaszcza w mniemaniu Riefenstahl) miały charakter dokumentalny, ale w rzeczywistości wpływały na emocjonalność ówczesnego widza poprzez gwałtowne przemówienia Hitlera, ogrom uroczystości i perfekcyjność przygotowania wiecu. Celem filmów było ukazanie jednolitości i solidarności w szeregach hitlerowskich organizacji pod niekwestionowanym przywództwem Hitlera.

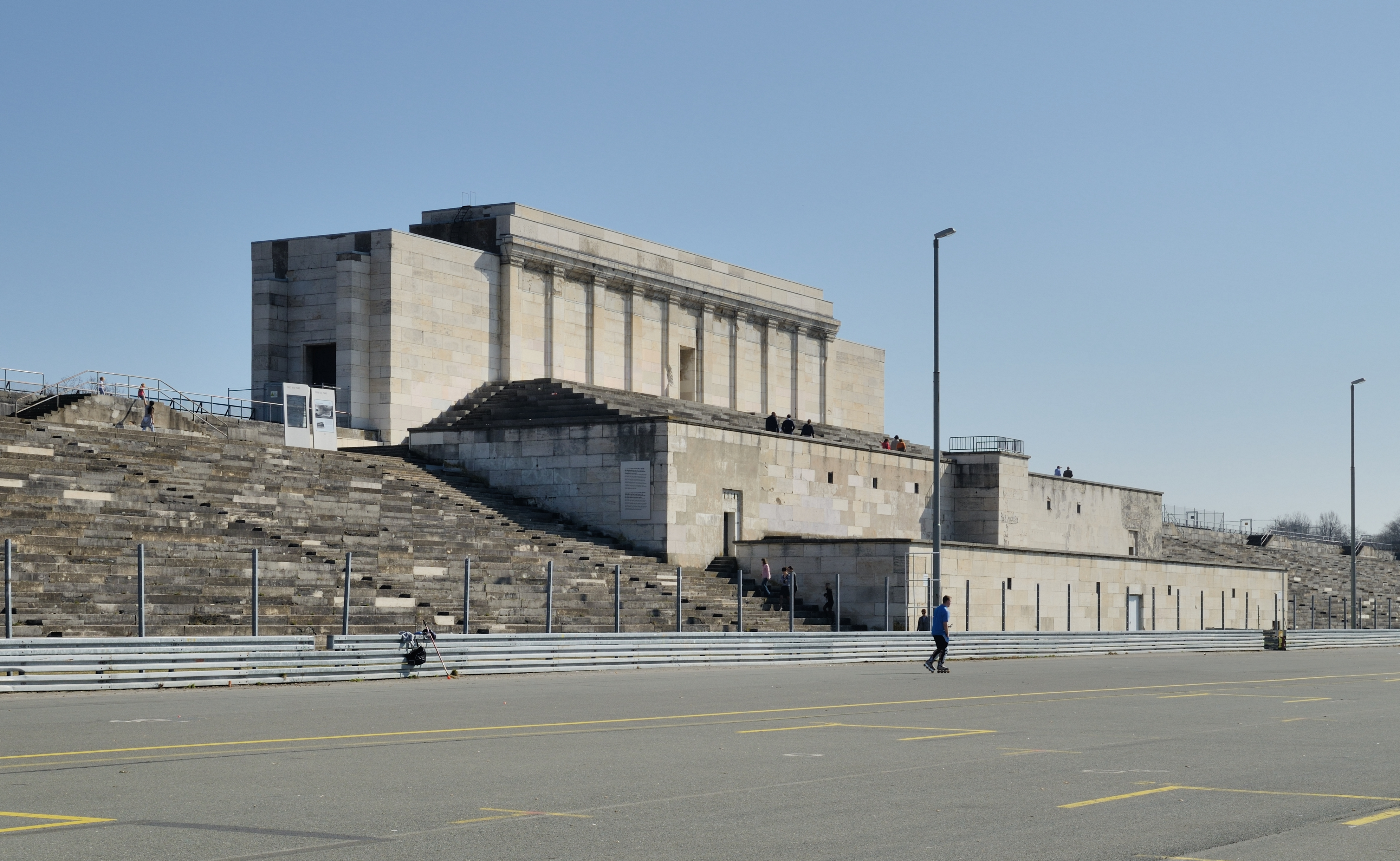
Zeppelintribüne współcześnie

## Książki
Istniały dwa rodzaje książek o zjazdach w Norymberdze, oficjalne i półoficjalne. Pierwsze z nich nazywano „czerwonymi książkami”, były to oficjalnie publikacje wydawane przez NSDAP, które zawierały protokoły ze zjazdu i pełne teksty każdej przemowy ułożone w chronologicznym porządku.
Z kolei tzw. „niebieskie księgi” były półoficjalnymi, nie wydawanymi przez partyjną prasę, publikacjami, którymi początkowo zajmował się gauleiter Norymbergi, Julius Streicher a później Hanns Kerrl. Te książki były nieco większe, zawierały teksty przemówień i sprawozdań oraz większą liczbę fotografii. Dodatkowo umieszczono w nich jeszcze fotografie Heinricha Hoffmana, dla upamiętnienia każdego partyjnego zjazdu. Obie serie książek są dziś poszukiwane przez kolekcjonerów.